# Buchholz (Turíngia)
Buchholz é uma localidade e antigo município da Alemanha localizado no distrito de Nordhausen, estado da Turíngia.  Pertence ao Verwaltungsgemeinschaft de Hohnstein/Südharz. Desde julho de 2018, forma parte do município de Nordhausen.